# 長尾豪二郎
長尾 豪二郎（ながお ごうじろう、1973年4月19日 - ）は、日本の元･俳優（子役）。劇団ひまわりを経て西郷エンタープライズに所属していた。

## 来歴・人物
東京都港区出身。港区立三河台中学校卒業。1981年5月、劇団ひまわり入団。
スポーツが得意で、1987年当時のプロフィールでは水泳、サッカー、バレーボールが特に好き、とある。

## 出演作品

### 映画
- プルシアンブルーの肖像（1986年7月26日公開、東宝） - 梅本春彦 役

### テレビドラマ
- 立花登 青春手控え 第17話「ちゃん」（1982年8月14日、NHK）
- バッテンロボ丸 第12話「さあ大変! 悪の味方にへんしんだ」（1982年12月19日、フジテレビ） - 男の子 役
- 科学戦隊ダイナマン（1983年 - 1984年、テレビ朝日） - ユタカ 役
- 宇宙刑事シャイダー 第10話「トワイライトの家」（1984年5月11日、テレビ朝日）
- 星雲仮面マシンマン 第33話「時限爆弾を抱く犬」（1984年9月7日、日本テレビ）
- うちの子にかぎって2（1985年、TBS） - 久我弘一 役
- 月曜ドラマランド「ライパチくん」（1985年10月21日、フジテレビ）
- ママはアイドル（1987年、TBS） - 高野茂樹 役
- ドラマスペシャル「約束の旅」（1987年5月4日、NHK） - 少年時代の秋山武彦 役
- 大河ドラマ（NHK）
  - 「武田信玄」（1988年） - 武田信廉（幼少時代） 役
  - 「葵 徳川三代」（2000年）
- 12時間超ワイドドラマ「大忠臣蔵」（1989年1月2日、テレビ東京） - 矢頭右衛門七 役
- 鬼平犯科帳 第1シリーズ - 第5シリーズ（1989年 - 1994年、フジテレビ） - 長谷川辰蔵宣義 役
- 水曜グランドロマン「ぼくの病気、ガンなの?」（1989年7月19日、日本テレビ） - 笹本健治 役
- 家庭の問題（1990年、TBS）
- 木曜ゴールデンドラマ「したたかに愛燃えて」（1991年1月24日、読売テレビ）
- 鞍馬天狗 第45話（1991年、テレビ東京）
- 名奉行 遠山の金さん 第4シリーズ 第8話「素浪人 最後の勝負」（1992年1月16日、テレビ朝日） - 新二郎 役
- テレビ熊本開局30周年記念番組「ドキュメンタリードラマ　未来を見つめた幕末の英傑 横井小楠」（1998年11月3日、テレビ熊本）
- 火曜サスペンス劇場「警部補 佃次郎」（2000年 - 2002年、日本テレビ） - ダイスケ役 ※第10作 - 第16作にかけて出演
- 土曜ワイド劇場「温泉医殺人事件カルテ」（2002年5月18日、テレビ朝日） - 片山 役

### CM
- ククレカレー
- カネボウ - プレイガム

### その他の番組
- 和風総本家（2010年7月29日、テレビ東京）